# Российско-итальянские отношения

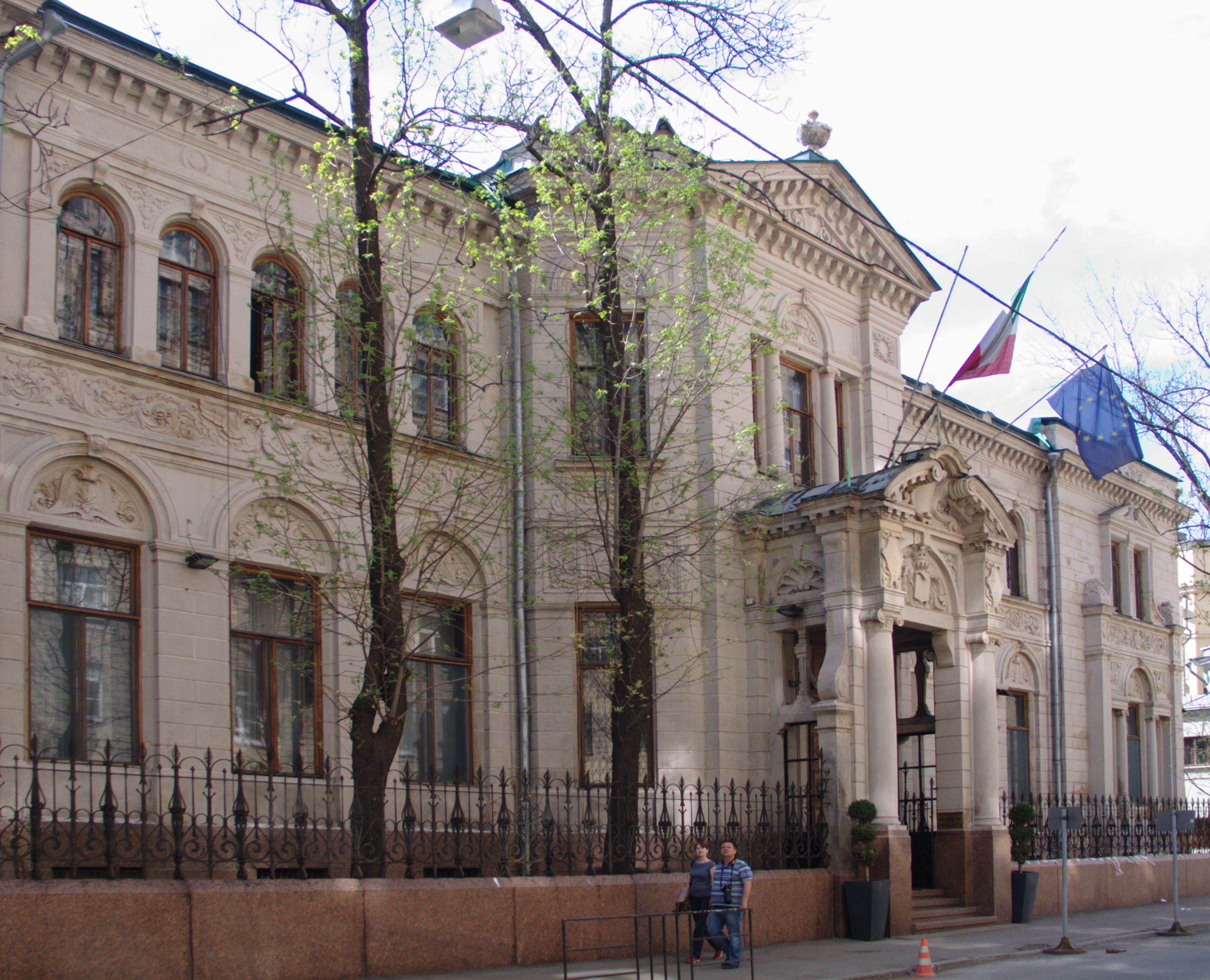
Посольство Италии в Москве

Первые отношения между Россией и государствами Апеннинского полуострова были установлены в начале XVI века.
Дипломатические отношения между СССР и Италией были установлены 7-11 февраля 1924 года. Прерваны Италией 22 июня 1941 года, восстановлены 25 октября 1944 года.
В апреле 1966 года состоялся первый официальный визит министра иностранных дел СССР Андрея Громыко в Итальянскую Республику. После длительного периода охлаждения, связанного с участием Италии в гитлеровской коалиции и послевоенной тесной интеграцией с НАТО, визит привёл к сближению позиций СССР и Италии по различным вопросам.
Советско-итальянские отношения с 1970-х годов развиваются по восходящей линии, отличаются насыщенностью и результативностью. В 1975 году подписана советско-итальянская декларация, в которой отражено стремление к развитию дружественных отношений между Италией и СССР.
В 1969 году подписан первый советско-итальянский контракт по поставкам природного газа на Апеннины. Поставки начались в 1974 году.
В 2006 году стратегическое соглашение между ENI и Газпромом о поставках газа в Италию было продлено до 2035 года. По объёмам закупок Италия (энергодефицитная страна, где нет ни одной АЭС и отсутствуют промышленные запасы углеводородов) является третьим в мире после Германии и Турции покупателем российского газа. По состоянию на 2015 год, а также на апрель 2022 года Россия обеспечивает 40 % годовой потребности Италии в газе (24,4 из 60 млрд кубометров).
Первые переговоры на высшем уровне состоялись в ходе визита Михаила Горбачёва в Рим 29-30 ноября 1989 года.
Италия одной из первых признала новую Россию в качестве правопреемника СССР. Значимым событием стал визит в Рим президента РФ Бориса Ельцина 19-20 декабря 1991 года, по итогам которого принято совместное заявление об основах двусторонних отношений, подписан протокол о культурном обмене. 14 октября 1994 года подписан Договор о дружбе и сотрудничестве между Россией и Италией. 9 июля 1994 года по инициативе премьер-министра Италии Сильвио Берлускони Ельцин был приглашён на саммит семи ведущих государств мира в Неаполе, что положило начало интеграции России в «Большую семёрку» и превращения её в «восьмёрку» (1997), из которой Россия выпала в 2014 году.
В 2014 году Италия в связи с событиями на Украине присоединилась к антироссийским санкциям Евросоюза. Несмотря на это, в Москве и Риме долгое время проводились встречи на высшем уровне, действовала линия прямой связи между дворцом Киджи и Кремлём. В феврале 2022 года, после полномасштабного вторжения России в Украину, Италия присоединилась к дополнительным санкционным мерам против России. В ответ Правительство России включило Италию и все страны Евросоюза в перечень недружественных стран. 5 апреля 2022 года Италия одной из первых среди стран ЕС объявила о высылке из страны российских дипломатов «из соображений национальной безопасности». Аналогичные меры ввели другие страны ЕС.
Современный этап итальянской внешней политики, в особенности при премьер-министре Берлускони, характеризовался конструктивными отношениями с Россией — при сохранении обязательств Италии в НАТО и Евросоюзе. Знаковым событием стало подписание в июне 2004 года межправительственного соглашения об упрощении выдачи виз гражданам РФ и Итальянской Республики, которое облегчило взаимные контакты молодёжи, деятелей науки, культуры, предпринимателей, госслужащих. По состоянию на 2014 год в России действовало 24 итальянских визовых центра. В 2013 году было выдано максимальное количество виз россиянам — 770 тыс. Италию за 2013 год посетили 1,2 млн граждан России, наивысшее число за всю историю российско-итальянских связей. Двусторонний товарооборот достиг исторического максимума в 2013 году — 53,9 млрд долларов.
После введения Евросоюзом антироссийских санкций годовое количество туристов из России сократилось на 50 %. В 2015 году двусторонний товарооборот снизился более чем на 35 %, а в 2016 году составил всего 19,8 млрд долларов. По этому показателю Италия в 2013 году была третьим по величине торговым партнёром России в Евросоюзе, четвёртым в мире. Однако, в 2018 году с 27 млрд долларов откатилась на шестое место во внешнеторговом обороте России после Китая, Германии, Нидерландов, Беларуси и США.
Россия и Италия были связаны прямым ежедневным авиационным сообщением, которое было приостановлено в марте 2020 года в связи с распространением COVID-19, затем ненадолго возобновлено в июне 2021 года и вновь приостановлено 27 февраля 2022 года в связи с закрытием неба для российских авиакомпаний со стороны Европейского Союза в ответ на вторжение России в Украину. Поезд из Москвы в Ниццу (в пути 40-45 часов) до отмены в связи с пандемией COVID-19 делал на территории Италии остановки в Сан-Ремо, Генуе, Милане, Вероне, Больцано.
В 2015 году Италия выступала против строительства газопровода Северный поток II из России в Германию, мотивируя это тем, что проект нарушает дух антироссийских санкций и ставит экономические интересы Германии выше европейского единства. При этом, итальянское правительство критиковало действия Евросоюза, которые привели к отмене строительства «Южного потока», а именно по этому направлению российский газ должен был поступать в Италию.
Современные отношения основываются на Договоре о дружбе и сотрудничестве между двумя странами от 14 октября 1994 года и на «Плане действий в отношениях между Российской Федерацией и Итальянской Республикой», принятом в 1998 году. Италия является одним из самых близких партнёров России в Европе. 1 октября 2004 года по инициативе Путина и Берлускони стартовал долгосрочный проект — российско-итальянский форум «Диалог гражданских обществ».
Чрезвычайный и Полномочный Посол Российской Федерации в Итальянской Республике и в Республике Сан‑Марино по совместительству с апреля 2023 года — Алексей Парамонов. Посольство находится по адресу 00185 Via Gaeta 5, Roma, Italia. Имеется консульский отдел в Риме, генеральные консульства в Милане, Палермо и Генуе, почётные консулы в Больцано, Неаполе, Анконе, Бари, Венеции, Вероне, Мессине, Пизе, Удине.
Генеральный консул Итальянской Республики в Москве — Джованни Фавилли , в Санкт-Петербурге - Маттео Кристофаро. Действуют Генеральные консульства в Москве и Санкт-Петербурге, почётные консульства в Краснодаре, Волгограде, Калуге, Уфе, Калининграде, Липецке, Екатеринбурге, представительства в Ставрополе и Минеральных Водах, консульские корреспонденты во Владивостоке и Самаре.
В Риме также находятся Продовольственная и сельскохозяйственная организации Объединённых Наций (ФАО) и штаб-квартира Всемирной продовольственной программы ООН (ВПП), при которых аккредитован постоянный представитель России.

## История

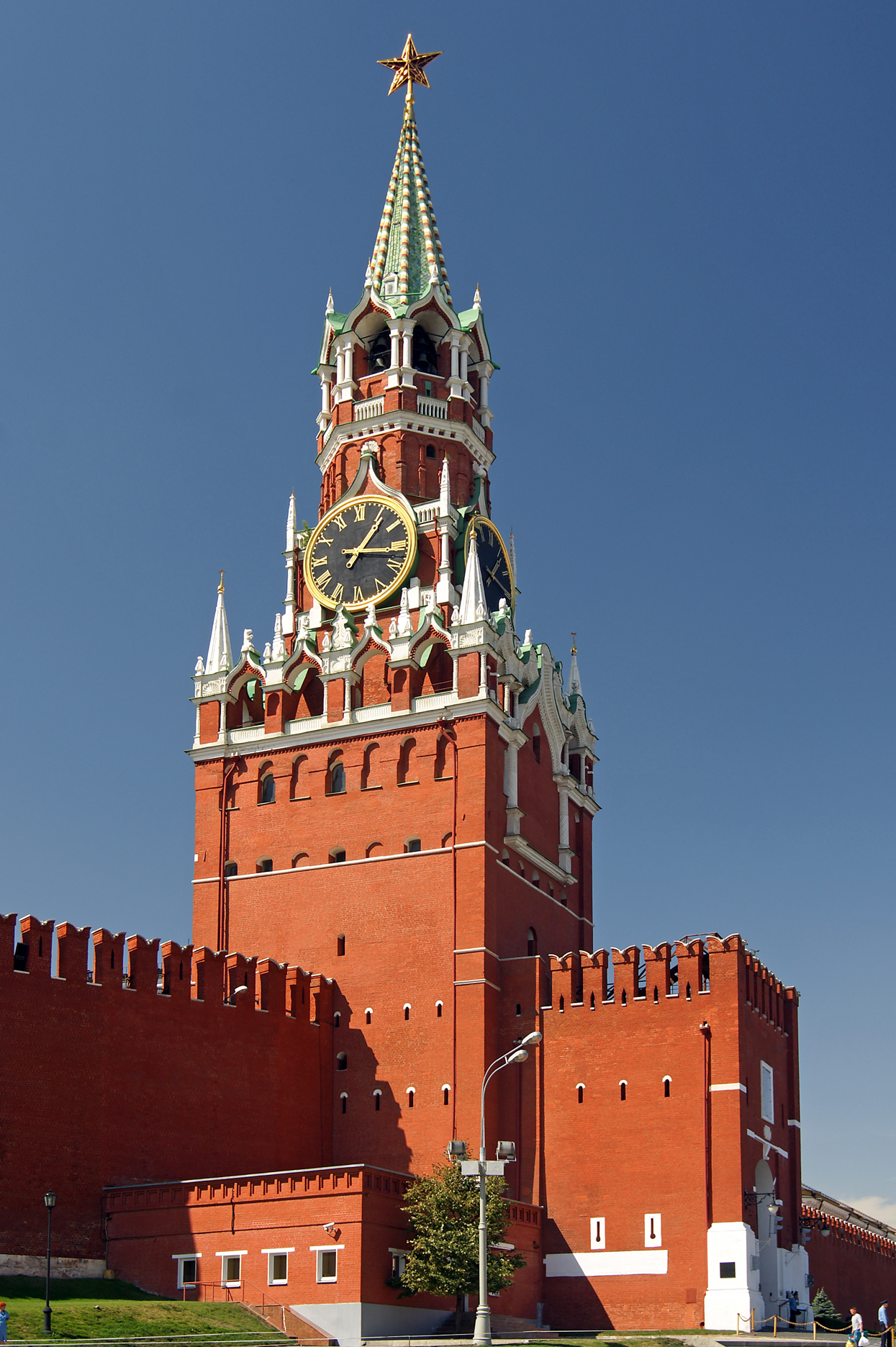
Спасская башня Московского кремля. В XV—XVI веках в России работало много итальянских архитекторов, в том числе на важнейших объектах

### Эпоха возрождения
Торговые города Руси уже в X—XIII веках имели тесные связи с Европой, в том числе и с Италией. Эти связи были прерваны в результате монголо-татарского нашествия на русские земли. Только в конце XV века, когда монголо-татары были окончательно разгромлены, торговые отношения с Европой начали восстанавливаться. В то время Италия была раздроблена на отдельные государства, некоторые из которых, в особенности Венецианская республика и Ватикан, были заинтересованы во включении Руси в сферу своих политических и религиозных интересов. В 1438 году, в целях сближения с Православной церковью, собрался Ферраро-Флорентийский собор, на котором помимо католиков присутствовала русская делегация (один из членов которой является автором «Хождения во Флоренцию 1437—1440») во главе с митрополитом Исидором. Заключённая на этом соборе уния Католической и Православной церквей не учитывала интересов православного населения, проживавшего в католических странах, и была отвергнута русским обществом. В результате союз между церквями так и не был установлен, однако благодаря событиям Ферраро-Флорентийского собора произошло сближение родственных христианских конфессий, и Московская Русь вновь стала выстраивать дипломатические отношения со странами Западной Европы.
После визита посла Антонио из Ватикана в Москву в 1471 году Россия и итальянские государства стали сближаться. Поддерживались тесные связи с Папой Римским. В мае 1524 года Папа Климент VII отправил в Москву аристократа Паоло Чентурионе, который привёз русским письмо с предложением прислать в Рим своего представителя. После пребывания в Москве Паоло вернулся в Рим в сопровождении русского посла Дмитрия Герасимова. Василий III в ответ на посольство Папы изъявил желание участвовать в Лиге против мусульман. Летом 1525 года Дмитрий был принят при папском дворе и вручил понтифику от своего и великокняжеского имени собольи меха, посетил римский сенат и осмотрел город. В это время в Европе становится известным портрет Василия III, который, возможно, преподнёс папе в качестве подарка Герасимов.
Начиная с эпохи Ивана III и вплоть до периода регентства Елены Глинской в Московской Руси в сфере зодчества, фортификации, артиллерии и военной инженерии работали многие специалисты, приглашённые из итальянских государств. Они в значительной степени повлияли на архитектурный облик многих знаковых сооружений Москвы (Московский Кремль, Успенский собор, Архангельский собор, Китайгородская стена) и ряда крепостей по всей стране (Дорогобуж, Себеж, Пронск и других).

### Новое время

#### ХVІІ — XVIII вв.
В период правления Петра І предпринимались многочисленные попытки установить дипломатические отношения с итальянскими государствами, в частности с Венецианской республикой. Этим планам всячески мешали сбыться многие европейские державы, а особенно Вена, не хотевшая укрепления положения России на море и суше за счёт соглашения с Венецией. В 1711 году улучшение отношений с Венецией всё же произошло благодаря учреждению там первого в Италии российского консульства. После создания консульства Вена всё так же препятствовала дальнейшему развитию отношений между Россией и Венецией. В 1767 году Екатерина II решилась отправить братьев Орловых (Алексей Григорьевич и Григорий Григорьевич) с секретным заданием в Италию: необходимо было установить политические контакты с лидерами Венецианской республики, Сардинского королевства и других итальянских государств. Это поручение было успешно выполнено. 10 марта 1768 года Екатерина II в одностороннем порядке назначила своего представителя в Венеции, статского советника маркиза Пано Маруцци. Его деятельность была крайне ограниченна, несмотря на требования императрицы предоставить её представителям все дипломатические права и привилегии. Официально дипломатические отношения между Венецианской республикой и Российской империей установились только в мае 1782 года. До этого были установлены дипломатические отношения и с другими итальянскими государствами: в 1777 г. с Неаполитанским королевством, с которым поддерживались одни из самых тесных из итальянских государств отношения, в 1783 году — с Сардинским королевством (Пьемонтом), в 1785 году — с Великим герцогством Тосканским. Первым чрезвычайным посланником и полномочным министром на Апеннинском полуострове был назначен Андрей Кириллович Разумовский (1777—1784 Неаполь).
В начале XIX века король Сардинии Карл Эммануил назначил чрезвычайным посланником в Петербурге графа Гаэтано Бальбо. Способствовал этому Александр Суворов, который находился со своими войсками в Италии и в своём письме герцогу д'Аоста настоятельно рекомендовал направить в Петербург посланника. Гаэтано Бальбо прибыл в Петербург, чтобы добиться от России финансовой помощи королю Сардинии. Император в том же году послал Карлу Эммануилу 300 000 рублей. С тех пор петербургское правительство регулярно субсидировало короля Сардинии в течение 15 лет. Александр I рекомендовал иностранным дворам тоже оказывать материальную помощь сардинскому королю. Лишь английский и португальский дворы откликнулись на предложение России. Но и Португалия вскоре от своих обязательств отказалась.

#### XIX век
В 1805 году Неаполитанское королевство вело политику балансирования между противостоящими странами: от Англии были получены деньги на восстановление армии, 10 сентября 1805 года было заключено соглашение с Россией, по которому в Неаполь направлялся экспедиционный корпус. В том же месяце Россия установила нейтралитет с Наполеоном. Прибыв 7 ноября 1805 года в Неаполь, русские войска (Сибирский Гренадерский полк и греко-албанские отряды) начали продвигаться к Риму и уже будучи в ста верстах от города, 24 ноября получили приказ возвращаться домой. Русские и английские войска полностью покинули Неаполитанское королевство в январе 1806 года.
В начале 20-х годов, в разгар революционного движения в Италии, особую озабоченность Священного союза вызывало положение в Неаполитанском королевстве. На конгрессе в Троппау австрийский министр Меттерних призывал к прямому военному вторжению дабы сохранить статус территориальных владений в Италии. Российская Империя призывала к дипломатическому решению вопроса при посредничестве Англии и Франции. Россия дала понять итальянцам, что заинтересована в территориальной целостности итальянских государств. Несмотря на это, в российско-итальянских отношениях не всё было гладко. Идеи национальной независимости и свободы Пьемонта вызывали большую настороженность у русского самодержавия. Недовольство русского правительства демократической политикой Мадзини и Гарибальди ещё больше мешало дипломатическому признанию Россией Италии.
В 1853 году началась Крымская война, в которой России помимо Франции, Англии и Османской империи противостояло также Сардинское королевство, заключившее с Францией договор, согласно которому Сардинии за участие в войне должны быть переданы Венеция и Ломбардия. Накануне объявления войны России армия королевства состояла из действующих, а также резервных войск и национальной гвардии. Вооружённые силы включали в себя пехоту, кавалерию, артиллерию, инженерные и обозные войска, имелся также небольшой военно-морской флот. Объявление войны произошло в январе 1855 года. Первым значительным сражением в котором приняла участие сардинская армия был штурм Севастополя в июне 1855 года. В результате поражения союзников в этом сражении сардинское войско было деморализовано. Следующее сражение с участием сардинцев состоялось в августе. В Крымской войне участвовало 21000 сардинских солдат, из которых 2194 погибли.

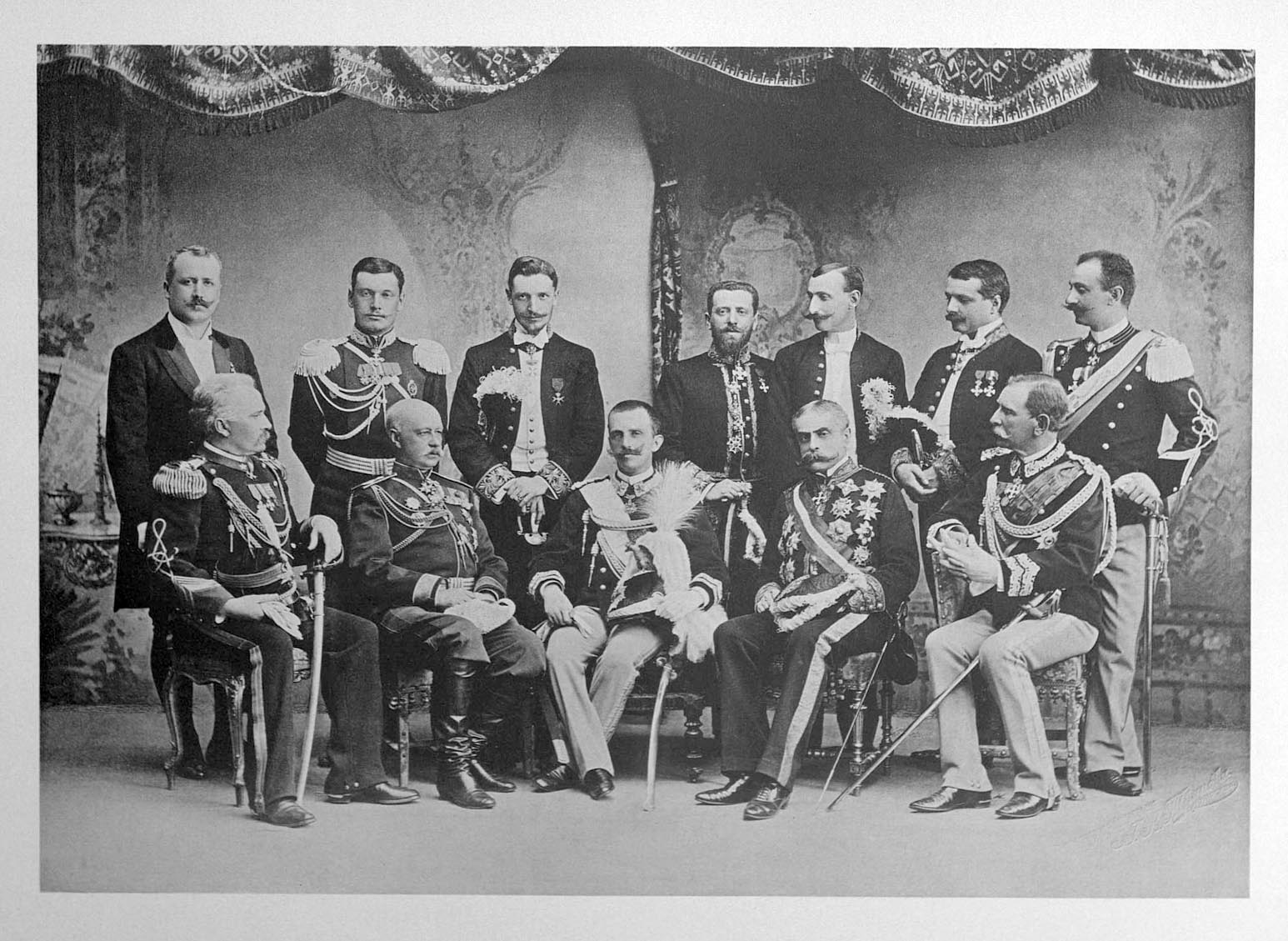
Представители Италии на коронации Николая II в 1896 году

Итальянские государства начали объединяться в единое целое (рисорджименто), и уже в 1861 году произошло провозглашение Итальянского королевства во главе с Виктором Эммануилом II. Российская империя отказывалась признавать единую Италию и устанавливать с ней дипломатические отношения вплоть до 1862 года. В 1863 году был подписан российско-итальянский торговый договор, что способствовало улучшению отношений. В 1876 году миссии двух стран в Санкт-Петербурге и Риме были преобразованы в посольства.
XX век
В первом десятилетии XX века происходили положительные сдвиги в российско-итальянских отношениях, которые были связаны с деятельностью нового посла России в Италии, который был политическим единомышленником Александра Извольского. Извольский был министром иностранных дел и имел опыт работы министром-резидентом в Ватикане.
Сближение двух государств сошло на нет, когда Первая мировая война стала причиной разрыва двусторонних отношений. В 1917 году, после Февральской революции в России, Италия признала её Временное правительство, однако после Октябрьской революции отношения снова были прерваны.

### Советско-итальянские отношения

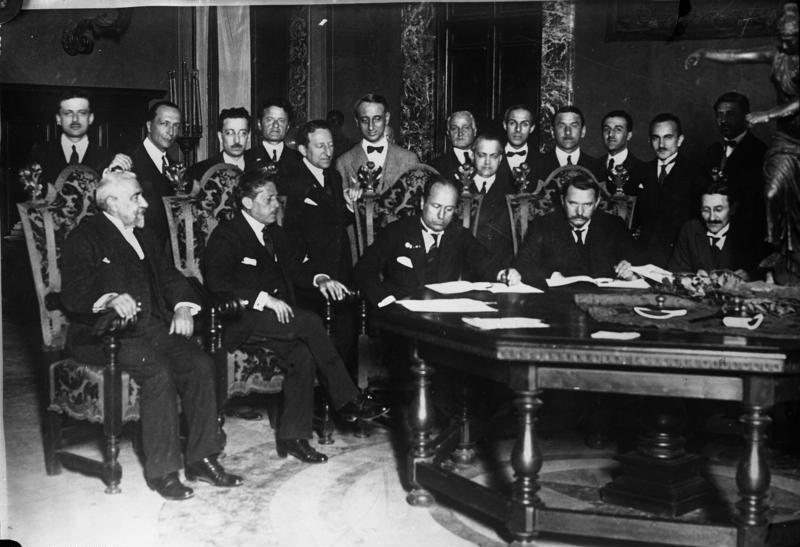
Подписание договора о торговле и мореплавании между СССР и Италией, первая статья которого провозглашала установление «дипломатических и консульских сношений» между странами и взаимное признание «единственно законной и суверенной власти» друг друга (де-юре признание Италией СССР). Подписанты: Бенито Муссолини и Николай Иорданский, 7 февраля 1924 года (Рим, Палаццо Киджи)

В 1921 году Италия признала РСФСР де-факто, а 7-11 февраля 1924 года состоялся обмен нотами об установлении дипломатических отношений между СССР и Италией.
Одновременно с установлением дипломатических отношений в 1924 году был заключён Договор о торговле и мореплавании. В августе 1924 года в порт Неаполя вошло с визитом советское сторожевое судно «Воровский», в мае 1925 года с ответным визитом в Ленинград прибыли три итальянских эсминца. В дальнейшем подобные визиты продолжились с практически ежегодной регулярностью, а в 1926 году в Чёрном море прошли советско-итальянские военные учения, участие в которых со стороны Итальянских Королевских ВМС принимали 4 эсминца. Затем был подписан 2 сентября 1933 года советско-итальянский договор о дружбе, ненападении и нейтралитете. С 1930 по 1935 годы особо интенсивным было размещение заказов для ВМФ СССР на предприятиях Италии (участие в проектировании крейсера «Киров», постройка лидера «Ташкент» и сторожевых кораблей «Киров» и «Дзержинский», поставка свыше 100 самолётов разных типов). После вторжения Италии в Эфиопию и особенно после направления итальянского экспедиционного корпуса в Испанию для участия в гражданской войне на стороне Франко советско-итальянское сотрудничество фактически прекратилось, Италия полностью переориентировалась на Германию.
Когда началась Великая Отечественная война, дипломатические отношения были вновь разорваны, так как Италия, в которой тогда правила Национальная фашистская партия, была союзником Нацистской Германии. В 1941—43 годах фашистский диктатор Муссолини отправил итальянский экспедиционный корпус на восточный фронт в СССР для ведения боевых действий совместно с гитлеровской Германией. После разгрома в 1943—1945 годах США и Великобританией германских войск и освобождения Италии от фашизма советско-итальянские отношения были восстановлены 25 октября 1944 года.
Участниками партизанских отрядов Движения Сопротивления в Италии были сотни советских военнопленных, совершивших побег из фашистских концлагерей (где их на Апеннинах томилось в общей сложности около 5600). 6 июля 1944 года произошёл побег из рабочей команды лагеря военнопленных советских бойцов с оружием, доставленным им итальянскими партизанами. Группа из 60 бежавших затем влилась в состав роты «Стелла Роса». На северо-востоке Италии, в Лигурии, действовал итало-русский диверсионный отряд (БИРС). Его бойцы устраивали диверсии: взрывы мостов, шоссейных и железных дорог, нападали на колонны немецких войск. Четверо из советских бойцов — Фёдор Полетаев (Национальный герой Италии), Николай Буянов, Даниил Авдеев, Форе Мосулишвили — были удостоены высшей награды Италии за боевые подвиги — золотой медали «За воинскую доблесть». В 1960 году писатель Сергей Смирнов побывал в Италии, познакомился с бывшими партизанами гарибальдийской дивизии «Пинан Чикеро» из Национальной ассоциации партизан Италии, воевавшими вместе с Фёдором Полетаевым (Поэтаном), и написал очерк о герое, благодаря чему подвиг советского солдата в Италии стал широко известен и общепризнан.
Визиты крупных делегаций из СССР в Италию в послевоенные годы были связаны, главным образом, со спортивными соревнованиями. В Италии спортсмены СССР впервые приняли участие в Зимних Олимпийских играх, прошедших в 1956 году в Кортина-д’Ампеццо, и сразу же победили в неофициальном командном зачёте. Через 4 года спортсмены СССР приняли участие в Летних Олимпийских играх 1960 года в Риме, где тоже победили в неофициальном командном зачёте, а советская делегация (283 человека) была самой многочисленной.
До середины 1960-х годов советско-итальянские отношения имели вялотекущий характер. Сдерживающее влияние на их развитие оказал инцидент, произошедший в августе 1964 года в ходе пребывания в Риме будущего советского коммунистического лидера Леонида Брежнева. В те дни Брежнев возглавлял советскую делегацию в Италии, принимавшую участие в похоронах генерального секретаря Итальянской коммунистической партии Пальмиро Тольятти (скончавшегося в Крыму). После похорон Тольятти, состоявшихся в Риме 25 августа, Брежнев пожелал встретиться с премьер-министром Альдо Моро. Это могла стать первая личная встреча Брежнева с главой правительства влиятельного западного государства. По предположению историков, Брежнев хотел произвести на итальянского премьера благоприятное впечатление для того, чтобы после предстоящей через два месяца отставки Хрущёва крупный европейский политик мог положительно отрекомендовать нового руководителя СССР на Западе. Однако Моро, опасаясь быть вовлечённым в шумную пропагандистскую акцию (в которую превратились в Италии похороны вожака ИКП), воспользовался тем, что Брежнев прибыл во главе партийной, а не государственной делегации, и, не нарушая дипломатический протокол, уклонился от встречи, объяснив её невозможность своим отъездом из Рима. Спустя шесть дней, 31 августа, в Москву было отправлено письмо с извинениями Моро перед Брежневым, которое итальянское посольство передало адресату только 12 сентября. В октябре 1964 года Брежнев стал во главе партии и государства. А когда в июле 1971 года Моро в качестве министра иностранных дел Италии впервые прибыл с официальным визитом в СССР, то уже Брежнев отказался в Москве принять итальянского гостя, сославшись на своё отсутствие в столице. Единственная встреча Брежнева и Моро произошла 25 июля 1974 года во время его второго и последнего визита в СССР, по случаю 50-летия установления дипломатических отношений между СССР и Италией. Сохранились свидетельства, что встреча в Кремле состоялась после настоятельных просьб итальянской стороны поздно вечером и прошла в формальной, прохладной атмосфере. Сам Брежнев, будучи советским лидером, за 18 лет ни разу не посещал Италию, по предположению историков, он так и не изжил обиду из-за старого инцидента в Риме.
В 1964 году в честь Пальмиро Тольятти был назван город в Самарской области. Это самый крупный город в России, носящий имя зарубежного политического деятеля.
В апреле 1966 года состоялся первый официальный визит в Итальянскую Республику министра иностранных дел СССР Андрея Громыко. Визит не только дал конкретные результаты в области двусторонних отношений, но и привёл к определённому сближению позиций СССР и Италии по различным вопросам. Советско-итальянские отношения 1970-х годов развивались в целом по восходящей линии.
В 1969 году подписан первый советско-итальянский контракт по поставкам природного газа на Апеннины. Непосредственно поставки начались в 1974 году.
В 1975 году подписана советско-итальянская декларация, в которой было подчёркнуто стремление к развитию дружественных отношений между Италией и СССР.
В 1980 году Италия, как и все страны Запада, бойкотировала Олимпийские игры в Москве из-за ввода советских войск в Афганистан. Это решение поддержала и Итальянская коммунистическая партия.
Первые советско-итальянские переговоры на высшем уровне состоялись в ходе визита Михаила Горбачёва в Рим 29-30 ноября 1989 года.

### Италия и Российская Федерация
23 декабря 1991 года Италия признала Россию как полноправного субъекта международного права и государства-правопреемника Советского Союза. Основные документы, на которых строятся современные отношения между Российской федерацией и Итальянской республикой — Договор о дружбе и сотрудничестве между Российской Федерацией и Итальянской Республикой от 14 октября 1994 года и «План действий в отношениях между Российской Федерацией и Итальянской Республикой» от 10 февраля 1998 года. Начиная с 2000 года, после первого официального визита в Италию президента России Владимира Путина активно развивается двустороннее сотрудничество. С 2002 года действует прямая линия связи между Кремлём и Дворцом Киджи. Накануне саммита Россия-ЕС, в ноябре 2003 года состоялся государственный визит президента России в Италию. Это была уже шестая встреча в тот год. В последующие годы вплоть до марта 2015 взаимные визиты в Москву и Рим первых лиц обоих государств и переговоры на высшем уровне имели регулярный характер. В апреле 2017 года, после двухгодичного перерыва, в Москве состоялась встреча президентов России и Италии. В октябре 2018 года визиты в Россию совершили премьер-министр Джузеппе Конте и вице-премьер, лидер партии «Лига» Маттео Сальвини, оба они являются сторонниками отмены санкций Евросоюза.

## Современная ситуация

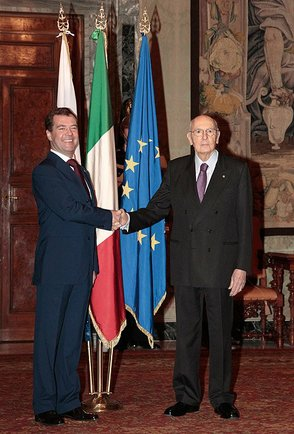
Дмитрий Медведев с президентом Италии Джорджо Наполитано. Рим, февраль 2011

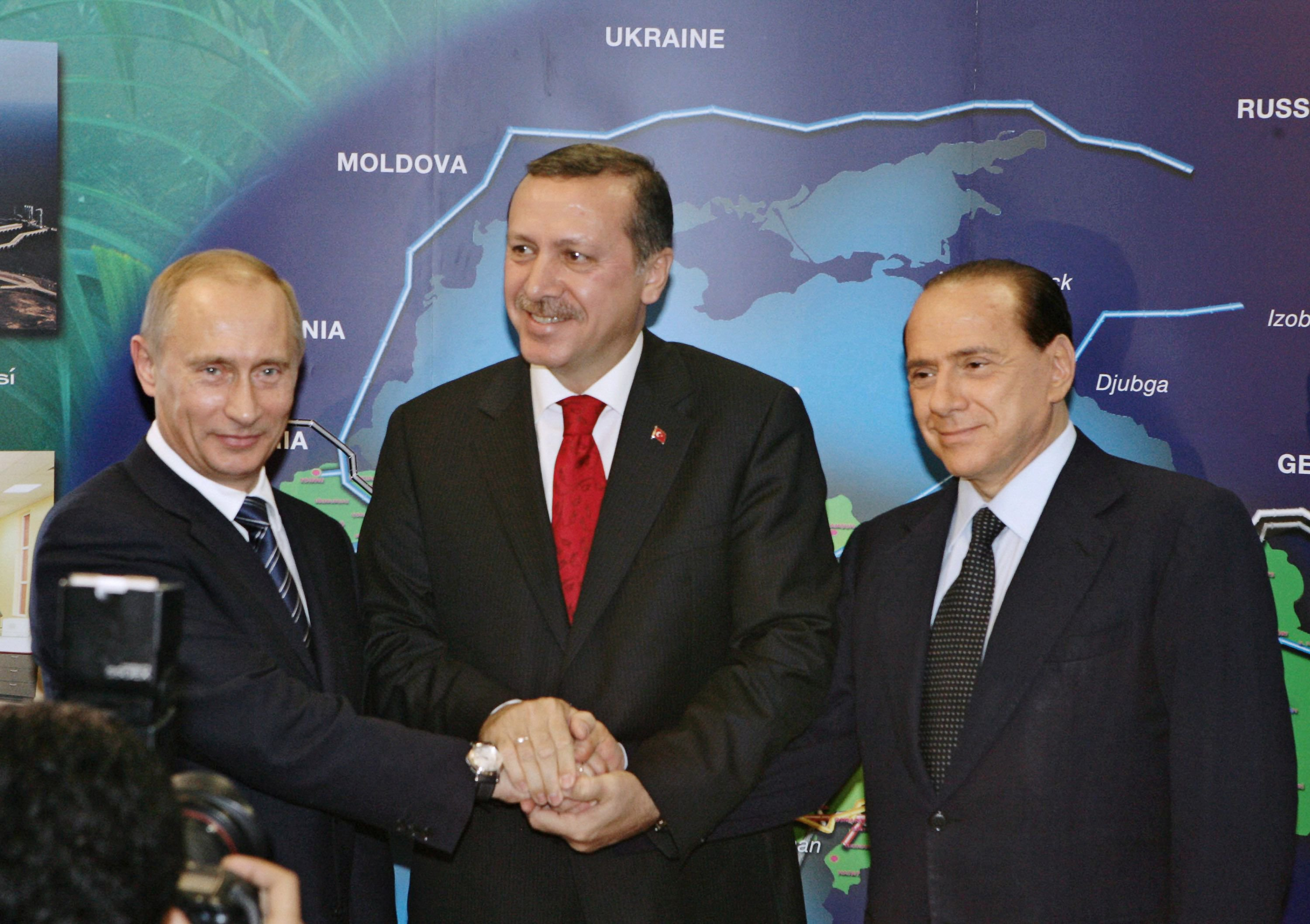
Путин, Эрдоган и Берлускони на открытии Голубого потока в 2005

### Политические отношения на высшем уровне
2010 год, когда Путин был премьер-министром России, а Дмитрий Медведев — президентом РФ, выдался богатым на встречи на высшем уровне между РФ и Италией. Таких встреч, включая межгосударственную консультацию в Сочи, было пять. Помимо диалога на высшем уровне, страны осуществляли интенсивные контакты между законодательными, исполнительными и судебными органами власти. Несмотря на отставку Сильвио Берлускони в ноябре 2011 года, до 2015 года встречи и взаимные визиты на высшем уровне в Риме и Москве проходили регулярно.
7 февраля 2014 года председатель правительства Италии Энрико Летта принял участие в торжественной церемонии открытия Зимних Олимпийских игр в Сочи. Вскоре после сочинской олимпиады, со второй половины февраля 2014 года, грянул украинский кризис, значительно осложнивший политические отношения Запада с Россией. При этом Италия, где после Берлускони следующие премьер-министры относились к России более сдержанно, не заняла особой политической позиции, отличной от других западных стран. 16-17 октября 2014 года президент РФ Путин на фоне введения антироссийских санкций Евросоюза, к которым присоединилась Италия, был с визитом в Италии и принял участие в саммите форума «Азия — Европа» в Милане, провёл двусторонние встречи с президентом Италии Джорджо Наполитано и председателем Совета министров Маттео Ренци и рядом европейских лидеров. Италия, председательствовавшая тогда в Евросоюзе, прилагала усилия для нормализации отношений ЕС с Россией. Поскольку существенного прогресса достигнуто не было, после введения западных санкций уровень российско-итальянских контактов с 2015 года снизился. В формат нормандской четвёрки европейских стран, наиболее интенсивно вовлечённых в процесс урегулирования ситуации вокруг России, Италия не вошла.
Президент России Владимир Путин и премьер-министр Италии Маттео Ренци встречались пять раз — в 2014 году в Милане и Брисбене, в 2015 году — в Москве и Милане (на Всемирной выставке), в июне 2016 года — в Санкт-Петербурге.

### Путин и итальянские политики
Согласно распространённым оценкам, на российско-итальянские отношения в XXI веке существенное влияние оказал фактор сотрудничества, взаимопонимания, особых связей и личной дружбы между Путиным и четырежды премьер-министром Италии Берлускони. 28 мая 2002 года по инициативе Берлускони произошло военно-политическое сближение России и Запада. На Римской встрече в верхах был учреждён Совет Россия-НАТО, который, как тогда полагали, поставил точку в «холодной войне». 1 октября 2004 года по инициативе Путина и Берлускони стартовал долгосрочный проект — российско-итальянский форум «Диалог гражданских обществ». Цель его состояла в том, чтобы расширить диалог между Италией и Россией, распространив сотрудничество и на гражданское общество. Ещё в 2010 году Берлускони получил репутацию «посла Путина» в Европе. Газета Le Monde отмечала переплетение дружеских и коммерческих интересов Берлускони и Путина, что, в частности, оказало своё влияние при заключении российско-итальянских газовых контрактов. Эксперты отмечали, что оба лидера напрямую связаны между собой и контролируют важнейшие ресурсы своих национальных экономик. При этом в использовании ресурсов Берлускони и Путин «руководствуются не только соображениями рентабельности и коммерции». Русская служба Би-би-си цитировала американскую дипломатическую депешу, опубликованную Wikileaks, где утверждалось, что Берлускони в бытность премьер-министром легко уступал России в вопросах большой политики, старался «любой ценой быть в милости у Путина и нередко выражал мнения, прямо подсказанные ему Путиным». Отмечалось также, что Берлускони импонирует «мачистский, волевой и авторитарный стиль Путина». При отставке Берлускони Путин назвал его «одним из последних могикан европейской политики». Уже после отставки Путин навещал в римской квартире находящегося под домашним арестом Берлускони, а тот, единственный из государственных деятелей мирового масштаба, время от времени проводил с Путиным выходные в неформальной обстановке в России, что оказывало влияние на публичные выступления итальянского экс-премьера.
В мае 2014 года в интервью газете Die Welt Берлускони благосклонно отнёсся к провозглашению независимости пророссийски ориентированных Донецкой Народной Республики и Луганской Народной Республики, а также на правах политика, 20 лет назад пригласившего Россию в G7, предупредил мировое сообщество, что если Россия будет снова политически изолирована, то она переориентируется на Азиатско-Тихоокеанский регион. Берлускони был первым экс-премьером страны, входящей в «Большую семёрку», кто в условиях антироссийских санкций Евросоюза посетил присоединённый к России Крым (сентябрь 2015 года).
Считая Италию наиболее уязвимым звеном Евросоюза с точки зрения перспективы разрушения консенсуса об антироссийских санкциях ЕС, Путин поддерживает неформальные контакты также и с другими ветеранами итальянской политики. Так, 17 марта 2016 года в Кремле Путин принял бывшего премьера и экс-председателя Еврокомиссии Романо Проди, посетившего Москву с частным визитом. Перед встречей с Путиным Проди прочитал лекцию в особняке МИД РФ, где, в частности, отметил: «Европа должна принимать Россию такой, какая она есть, а санкции и конфронтации ни к чему хорошему не приведут». О необходимости немедленного прекращения антироссийских санкций заявляли также другие участники неформальных встреч с Путиным — директор Итало-Российской торговой палаты Мариза Флорио и вице-президент Ассоциации итальянских предпринимателей в РФ Витторио Торрембини.
В августе 2019 года вице-премьер Италии и глава МВД Маттео Сальвини назвал Путина «великим президентом».

### Полемика вокруг участия Италии в антироссийских санкциях
Вопрос об участии Италии в солидарных санкциях Евросоюза против России много лет является на Апеннинах предметом острой полемики. Согласно уставу, санкции Евросоюза требуют единогласного консенсуса всех 28 его членов, а выпадение из этого числа одной только Италии может привести к автоматическому прекращению санкций. Такие попытки неоднократно предпринимались в Италии представителями различных политических сил. В марте 2016 года итальянские депутаты, представляющие движение «Пять звёзд», Алессандро ди Баттиста и Манлио ди Стефано потребовали отмены санкций Евросоюза против России. В июне 2016 года итальянский премьер Маттео Ренци был единственным лидером стран «Большой семёрки», кто прибыл на Петербургский международный экономический форум. Вскоре после завершения форума где Ренци неоднозначно высказался об антироссийских ограничительных мерах ЕС. В прессу стала поступать информация о «торможении» Италией продления санкций Евросоюза против России. Тем не менее, санкции при согласии официального Рима (на позицию которого оказывали давление США) были продлены на очередной срок. В октябре 2016 года вопрос о новых санкциях против России не был включён в текст итогового заявления саммита Евросоюза по требованию Италии, однако уже в декабре санкции были продлены ещё на полгода.
В апреле 2018 года, когда среди итальянских политиков стала созревать идея механически не продлять антироссийские санкции на очередные полгода, спецпредставитель госдепартамента США по Украине Курт Волкер требовал от Италии сохранять санкции против России, а в случае необходимости — усиливать их. Американский эмиссар предостерёг Италию от одностороннего снятия ограничительных мер в отношении России, нажимая на то, что «это европейские, а не итальянские меры; несоблюдение их в первую очередь вызовет проблемы Италии с Брюсселем».
8—9 июня 2018 года премьер-министр Джузеппе Конте принял участие в канадском саммите «Большой семёрки», где единственным из всех европейских участников поддержал заявление президента США Трампа в вопросе о необходимости возобновления формата «Большой восьмёрки» с участием России. В июле 2018 года министр МВД и вице-премьер Италии, один из лидеров Лиги Севера Маттео Сальвини в интервью The Washington Post выступил за снятие санкций и заявил о праве России на Крым. Осенью 2018 года аналитики не без сарказма отмечали, что правительство Конте много раз широковещательно выступало за отмену антироссийских санкций Евросоюза, однако при этом ни разу не голосовало на общеевропейских саммитах против продления этих санкций, что могло бы сразу их прекратить.
В марте 2019 года премьер Конте вновь публично распространялся о том, что Италия прикладывает усилия для отмены дискриминационных санкций, имея целью снижение многомиллиардного ущерба итальянской экономике, ослабление напряжённости в отношениях с Россией, развитие конструктивного диалога и защиту стран, «наиболее подверженных влиянию России».

### Торгово-экономическое и научно-технологическое сотрудничество
Италия занимает 4 место по объёму товарооборота среди торговых партнёров России после Германии, Нидерландов и Китая. В 2009 году двусторонний товарооборот составил 32,9 млрд долларов США. Пиком российско-итальянских торговых и гуманитарных взаимоотношений был 2013 год, когда товарооборот достиг 53,9 млрд долларов. В 2014 году показатель снизился до 48 млрд долларов. За 2015 год объёмы торговли упали ещё на треть, в том числе поставки из России снизились на 30 %, а итальянский экспорт в Россию — почти на 40 %. В 2016 году показатель упал до 19,8 млрд долларов. В такой же пропорции после 2013 года сокращалось число российских туристов в Италии, в 2 раза уменьшился средний чек их покупок.
По состоянию на 2017 год в России работают около 500 итальянских компаний. Среди крупнейших компаний: автомобильный завод в Тольятти (ФИАТ), химические комплексы по производству аммиака и карбамида (СНАМ Проджетти, Монтедисон), трубный завод в Волжском Волгоградской области (Италимпьянти), компрессорные станции для магистрального газопровода Сибирь — Западная Европа (Нуово Пиньоне), кожевенные и обувные фабрики в Рязани, Калуге, Москве, Тольятти (Коголо), линия оптоволоконной связи Россия-Украина-Турция-Италия (СТЕТ), завод по производству полипропилена в Москве (Текнимонт), комплекс перерабатывающего и упаковочного оборудования сельскохозяйственной продукции в Кемеровской области (ФАТА), открытый в апреле 2004 года и построенный в Липецке фирмой «Мерлони элеттродоместичи» (с 2005 года — «Индезит») завод по производству стиральных машин, завод в Липецке по производству холодильников, открытый в январе 2006 года в Ступинском районе Московской области завод компании «Марацци черамике» по производству керамической плитки, в который инвестировано около 40 млн долларов.
В 2012 году компании Eni и «Роснефть» заключили соглашение о стратегическом партнёрстве в освоении месторождений Вал Шатского на черноморском шельфе и Федынского и Центрально-Баренцевского участков в Баренцевом море. В том же году ОАО «Норильский никель» и итальянская компания Тechint подписали контракт на сумму более 1 млрд долларов об обновлении оборудования горно-металлургических предприятий Норильска с целью оздоровления экологической ситуации в заполярном регионе. В декабре 2013 года ЛУКОЙЛ приобрёл 100 % акций нефтеперерабатывающего комплекса ISAB в районе Приоло на острове Сицилия.
Основным итальянским партнёром России в сфере гражданского самолёто- и вертолётостроения, а также в модернизации железнодорожного транспорта является концерн Leonardo. В 2006 году между концернами «Гражданские самолёты Сухого» и Alenia Aeronautica заключено соглашение о совместном создании российского регионального самолёта «Суперджет-100», портфель заказов составляет 150 лайнеров. В развитие соглашения создано СП «SuperJet International» по продаже и послепродажному техническому обслуживанию самолётов.
В апреле 2007 года между ОАО «Российские железные дороги» и Finmeccanica и Trenitalia подписан договор о взаимодействии в области безопасности и управления движением на железных дорогах, а также о создании железнодорожных инфраструктур. В рамках альянса в апреле 2009 года РЖД и Finmeccanica заключили контракт на оборудование 45-километрового железнодорожного участка Адлер—Красная поляна системой контроля и безопасности движения «ИТАРУС АТС». В 2011 году холдинг «Вертолёты России» и компания AgustaWestland создали на паритетных началах СП «ХелиВерт» (HeliVert), которое управляет заводом по сборочному производству двухмоторного многоцелевого вертолёта AW139 в Томилино Московской области. Выпуск этого вертолёта стартовал в 2012 году. В сентябре 2014 года те же партнёры запустили в России сервисный центр по обслуживанию своего детища — вертолёта AW139. В январе 2015 года «Ростех», «Роснефть» и Finmeccanica заключили соглашение о стратегическом партнёрстве, в рамках которого на базе завода в Томилино планируется создать СП по производству средних вертолётов AW189.
В 2014—2015 годах итальянский астронавт Саманта Кристофоретти совершила полёт в космос в качестве бортинженера основного экипажа российского корабля Союз ТМА-15М по программе МКС-42/43. Всего провела на орбите 199 суток, побив рекорд непрерывного пребывания на орбите среди женщин, установленный до этого астронавтом НАСА Сунитой Уильямс (195 дней).
В 2015 году Газпром Экспорт поставил в Италию свыше 24 млрд кубометров газа (что составляет 40 % от 60 млрд кубометров ежегодного потребления Италии). В 2016 году заявки выросли ещё на 5 %. В 2017 году Италия получала из России 43 % потребляемого газа. По этому показателю Италия находится на третьем месте среди зарубежных покупателей российского газа после Германии и Турции. Поставки российского газа всегда выручали Италию в те годы, когда по разным причинам был осложнён импорт газа из Алжира, Нидерландов и Норвегии. 24 февраля 2016 года в Риме «Газпром», итальянская компания Edison и греческая DEPA SA подписали меморандум о поставках газа по новому маршруту с использованием уже осуществлённых работ по отменённому проекту «Южный поток». Теперь газ направится из России по дну Чёрного моря через Болгарию в Грецию, а затем — из Греции в Италию. Проект повысит надёжность газоснабжения Италии и обеспечит ей роль крупного газового хаба в Южной Европе.
После присоединения Италии к антироссийским санкциям в 2014 году и встречных контрмер программы сотрудничества не были полностью свёрнуты. Оно продолжалось в тех сферах, которые не попадают под санкции. Итальянские партнёры участвовали в российских программах импортозамещения и расширения локализации производства в России. При этом, акцент делался на взаимодействии малого и среднего бизнеса. Ряд итальянских компаний, несмотря на санкции, проявляют заинтересованность в развитии бизнеса в России. В октябре 2014 года открылась итальянская фабрика компании Cimolai в Челябинске, производство в Волгоградской области открыла компания Gruppo Manni. Компания Pirelli открыла шинный завод в Воронеже.
К 2015 году наиболее активные представители бизнеса Италии в России — компании Pirelli, Candy, General Invest, Intesa Sanpaolo, Danieli, Gruppo Cremonini, Coeclerici, Franchini Acciai, Marelli Motori. Функционирует Итало-Российская торговая палата. Состоялась конференция «Россия—Италия: сохранить доверие и партнёрство».
По состоянию на 2015 год итальянские капиталовложения в России составили более 1,1 млрд долларов, российские инвестиции в Италии — более 2,3 млрд долларов. Россия и Италия планируют совместно создать экспериментальный термоядерный реактор, модернизировать ракетную технику и спутниковые системы мирного назначения. Развитию российско-итальянского делового сотрудничества в условиях действующих с 2014 года антироссийских санкций Евросоюза способствовало участие России во Всемирной универсальной выставке «ЭКСПО-2015» в Милане. В июне 2016 года «Роснефть» и итальянский конгломерат Pietro Barbaro заключили соглашение о создании совместного танкерного пароходства для оказания услуг в области морских перевозок, совместного оперирования и управления флотом.
В июне 2016 года на Петербургском международном экономическом форуме подписаны ряд соглашений. В частности, компаниями «Роснефть» и Eni — о сотрудничестве на шельфе Чёрного моря, НОВАТЭК и «Почта России» — о закупках итальянского оборудования. Всего с участием бизнеса из Италии на форуме в Санкт-Петербурге подписано контрактов на общую сумму свыше 1,3 млрд евро.
В 2016—2018 годах между российскими и итальянскими компаниями заключено несколько соглашений в области строительства электродвигателей, сотрудничества в железнодорожной, транспортно-логистической сфере. В условиях действия антироссийских санкций Италия стала единственной страной Евросоюза, число предприятий которой в России возросло.
В ходе визита премьер-министра Джузеппе Конте в Москву в октябре 2018 года сторонами подписано 13 экономических соглашений. Так, итальянская компания ANAS, участвовавшая ранее в реконструкции трассы М-4 «Дон», теперь станет партнёром в сооружении платной автомагистрали Москва — Нижний Новгород — Казань; компания Barilla вложит 200 млн евро в строительство нового предприятия по производству макарон в Московской области и расширит уже работающее производство в Солнечногорском районе.
В марте 2018 года прессе стало известно, а в октябре подтверждено представителем правительства России, что под давлением санкций США в отношении России итальянская нефтяная компания Eni решила выйти из совместного с «Роснефтью» проекта нефтепровода по дну Чёрного моря, а также о том, что Eni проводит непубличные переговоры об остановке своего участия в нефтяных и газовых проектах в Баренцевом море.
В октябре 2018 года, в канун первой московской встречи президента Путина и премьера Конте, итальянская газета La Stampa отмечала, что Италия, имеющая бюджетный дефицит около 2,4 % и суверенную задолженность в 130 % ВВП, весьма заинтересована в помощи России по части погашения государственного внешнего долга. Правительство Конте, согласно этим утверждениям, намерено просить Россию приобрести итальянские государственные облигации, что дало бы дополнительные «длинные» финансовые ресурсы для обслуживания госдолга Италии. Конте, не отрицая заинтересованности в российских деньгах, публично уверял, будто приобретение итальянских суверенных ценных бумаг само по себе выгодно для России.
В марте 2020 года для борьбы с распространением коронавируса в Италии по решению президента Путина Воздушно-космические силы России перебросили на авиабазу «Пратика ди Маре» в 30 км к юго-западу от Рима медиков и мобильные комплексы с оборудованием для диагностики заболевания и проведения дезинфекционных мер.

#### Российско-итальянский межправительственный экономический совет
Основные вопросы торгово-экономического сотрудничества рассматривает Российско-Итальянский Совет по экономическому, промышленному и валютно-финансовому сотрудничеству (межправительственный совет), который с 1999 по 2012 год провёл 13 заседаний.
5 октября 2016 года в Риме после четырёхлетнего перерыва состоялось очередное, 14-е заседание Совета, где сопредседательствовали Паоло Джентилони и Аркадий Дворкович. В центре внимания оказались темы от энергетики и космических технологий до агрокомплекса и туризма.

### Взаимная правовая помощь
Между Россией и Италией отсутствует договор о выдаче обвиняемых и подозреваемых. Это обстоятельство не мешает правоохранительным органам обоих государств сотрудничать в рамках соглашений между Генеральными прокуратурами России и Италии, меморандума о правовой помощи с национальным управлением Италии по борьбе с мафией. Вопросы экстрадиции успешно решаются в рамках Европейской конвенции о выдаче 1957 года и дополнительных протоколов к ней, подписанных Россией и Италией.

### Сотрудничество в культурной сфере
Сотрудничество в гуманитарно-культурной сфере является одним из основных компонентов российско-итальянских отношений, при этом менее всего подверженным политической конъюнктуре. К 2015 году на территории России находится 26 памятников мирового наследия ЮНЕСКО, на территории Италии — 155. 24 ноября 2011 года в Риме открылся Российский центр науки и культуры («Русский дом»).

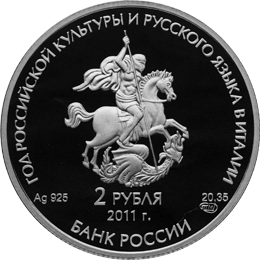
Памятная монета Банка России

В Италии регулярно проводятся гастроли российских театральных, музыкальных и танцевальных коллективов. Наибольший успех имели гастроли Мариинского театра, Московского государственного академического симфонического оркестра, ансамбля «Академия старинной музыки», мастеров классической музыки, хора Большого театра, участников программы «Новые имена», дирижёров Владимира Спивакова, Юрия Башмета, Валерия Гергиева, Юрия Темирканова, в Римской опере периодически исполняет главные партии Анна Нетребко, миланцы помнят Любовь Казарновскую, востребованы мастер-классы Григория Соколова и Наталии Гутман. На сцене театра «Ла Скала» питерский режиссёр Лев Додин поставил оперу П. И. Чайковского «Мазепа». Римский оперный театр представил оперу П. И. Чайковского «Пиковая дама». Итальянские театральные труппы включали в свой репертуар классическую или современную интерпретации чеховских пьес «Три сестры», «Дядя Ваня», «Чайка». Интерес у итальянцев вызывает выставочная деятельность российских музеев, прежде всего — Государственного Эрмитажа. Расширяются связи между российскими и итальянскими библиотеками. В России наибольший резонанс вызвали гастроли миланского театра «Ла Скала», выступления Эннио Морриконе, Лучано Паваротти, Андреа Бочелли, Адриано Челентано, Аль Бано, Тото Кутуньо, Эроса Рамазотти, Алессандро Сафина, Антонеллы Руджеро, Марчелло Рота, оркестра «Венецианские солисты». Интерес публики проявлен к выставке «Шедевры эпохи Возрождения» в Пушкинском музее (2014), выставке в Доме-музее Ф. Шаляпина, приуроченной к 200-летию Джузеппе Верди, выставке фотографий памятников ЮНЕСКО, турне королевского театра Турина. На сценах российских театров поставлен ряд пьес классика итальянской драматургии Луиджи Пиранделло, современного итальянского драматурга Луиджи Лунари.

Православные иконы в римской базилике Санта-Мария-ин-Трастевере, подаренные Московским Патриархатом (на аналое у дальних колонн)

В Риме и Милане устраивались дни российской культуры, включающие выставки, выступления российских мастеров искусств. В рамках Дней Италии на российском телеканале «Культура» состоялись ретроспективные показы картин Микеланджело Антониони, Федерико Феллини, Пьера Паоло Пазолини, Лукино Висконти, фильмов о музыкальном искусстве Италии. Транслировались программы о творчестве поэтов Данте Алигьери и Леопарди, о собрании произведений итальянских художников эпохи Возрождения из коллекции Эрмитажа. При содействии Посольства Италии, Института итальянской культуры и Общества Данте Алигьери в Москве устраивались Недели итальянского языка, по ходу которых состоялись семинары по языку и культуре Италии на базе московских университетов, встречи с современными итальянскими литераторами, олимпиады по итальянскому языку для школьников и студентов. В России итальянский язык находится на третьем месте в списке наиболее популярных для изучения иностранных языков — после английского и немецкого, опережая французский и испанский.
2011 год вошёл в историю российско-итальянских отношений как Год российской культуры и русского языка в Италии и Год итальянской культуры и итальянского языка в России. В университетах Рима, Милана, Флоренции, Генуи, Венеции, Неаполя читали лекции и вели семинары преподаватели русского языка и литературы. В ходе Ассамблеи ректоров российских и итальянских вузов были заключены договорённости о сотрудничестве с римским университетом Сапиенца, старейшим вузом Европы, который в начале XXI века стал самым большим университетом в Евросоюзе по численности студентов и преподавателей. К сотрудничеству при подготовке Олимпиады в Сочи были привлечены многие итальянские предприятия, имевшие опыт подготовки Олимпиады в Турине.
В 2014-м в России и Италии прошёл перекрёстный Год туризма. В рамках его программы в Италии состоялись гастроли Академического Малого драматического театра, концерты Российского национального оркестра и другие культурные события.
Посольство России ведёт систематическую работу по сохранению мемориальных памятников и могил видных деятелей российской истории и культуры на римском некатолическом кладбище «Тестаччо». Сотрудники миссии участвуют в заседаниях управляющего комитета кладбища, состоящего из дипломатов 14 стран. В Венеции, на острове Сан-Микеле, посещаемыми являются могилы русского поэта и нобелевского лауреата Иосифа Бродского, композитора Игоря Стравинского. В 2006 году начальник Отдела внешних церковных связей Русской православной церкви, митрополит Смоленский и Калининградский Кирилл подарил римской базилике Санта-Мария-ин-Трастевере две православные иконы Спасителя и Богоматери, ныне установленные перед алтарём. Церковь популярна среди прихожан православного вероисповедания.
Итальянские зодчие внесли значительный вклад в строительство московских кремлёвских соборов и укреплений; Аристотель Фьораванти построил Успенский собор Московского Кремля. В Санкт-Петербурге и его окрестностях множество зданий построено по проектам Антонио Ринальди, придворного архитектора императрицы Екатерины Великой. С Россией были связаны жизнь и творчество композитора Верди, автора многих зданий и архитектурных ансамблей в Санкт-Петербурге и его окрестностях Карла Росси, а также других итальянских архитекторов, строивших Санкт-Петербург. В Италии в общей сложности 15 лет прожил русский писатель Максим Горький. В XXI веке интерес к творчеству Горького в Италии вновь возрос. На острове Капри, где писатель с актрисой Марией Андреевой жил с 1906 по 1913 год, появился музей Горького. Большое место Италия занимала в жизни Гоголя, Достоевского, Тарковского и Бродского. В 1868 году во Флоренции Достоевский написал свою знаменитую фразу из романа «Идиот» — «Красота спасёт мир». В 1925—1988 годах в Италии творил русский художник-сценограф Николай Бенуа. В 1960—1970-е годы развивалось сотрудничество писателей, гуманитариев — классика итальянской литературы Умберто Эко с группой учёных Тартуской школы, лидером которых был Юрий Лотман. Поездки советских граждан в Италию в советскую эпоху были сильно затруднены из-за противодействия властей СССР культурным и человеческим контактам со странами Запада.
Среди современных итальянских архитекторов, работающих в России, выделяется принявший российское гражданство Ланфранко Чирилло, в начале XXI века проектирующий дома для крупных российских бизнесменов и президента Путина, для которого он выполнил проект дворца в посёлке Прасковеевка под Геленджиком.

### Туризм, недвижимость, проживание
По разным оценкам, от 4 до 30 тысяч россиян владеют недвижимостью в Италии. Как правило, граждане России приобретают объекты на юге Италии (где цены значительно ниже, чем на севере) для личного отдыха или сдачи в аренду. Сделки колеблются в ценовом диапазоне от 80 до 250 тысяч евро. Предпочтения концентрируются на Тирренском побережье Калабрии, коммунах Дзамброне, Йопполо, Пиццо и Тропеа. Самыми популярными для покупки являются апартаменты в закрытых жилых комплексах на удалении не более 350 метров от моря. В 2013 году россияне составляли 13 процентов от общего числа иностранцев, которые приобретали недвижимость в Италии. По этому показателю граждане России находились на третьем месте после граждан Германии и Великобритании. На консульском учёте в России состоит около 3000 итальянцев, всего же за 2013 год российские консульства в Италии выдали до 200 тысяч виз, в 2015 году их число сократилось до 75 тысяч. Тогда в Риме по линии Ростуризма открылся офис по продвижению въездного туризма в Россию «Visit Russia». Максимальные показатели российского туризма в Италию были достигнуты в 2013 году — россиянам было выдано 770 тысяч виз, Италию за 2013 год посетили 1,2 млн граждан России. С целью поощрения российского туризма посольство Италии в РФ традиционно выдаёт россиянам шенгенские визы длительностью от полугода. После пика в связи с введением антироссийских санкций Евросоюза, к которым присоединилась и Италия, новой процедуры дактилоскопии при оформлении шенгенской визы — наступил резкий спад (2014 год — 900 тыс. российских туристов в Италии, 2015 год — 550 тыс.) Российские граждане и туристы ежегодно тратили в Италии около 1 млрд долларов.

### Помощь в борьбе с коронавирусной инфекцией COVID-19
В марте 2020 года, во время вспышки коронавирусной инфекции COVID-19 в Италии, когда число погибших от пандемии в стране приблизилось к 10 тыс. человек, президент России Владимир Путин распорядился направить на Апеннины бригады российских медиков для работы в наиболее пострадавших районах страны, а вместе с ними — средства защиты, мобильные комплексы на базе «КАМАЗа» для аэрозольной дезинфекции транспорта и территории, медицинское оборудование, полевые лаборатории для стерилизации. Помощь оказана по линии Минобороны РФ с задействованием самолётов Воздушно-космических сил Российской Федерации. В Италию было отправлено 14 самолётов ВКС с ведущими военными вирусологами и другими специалистами, всего в Италию бортами ВКС прибыли около 100 российских воинов-интернационалистов, основным местом их деятельности стал крупнейший очаг инфекции в городе Бергамо. К 15 мая 2020 года все самолёты и военнослужащие, выполнив поставленные задачи, возвратились в Россию.
Газета La Stampa, сославшись на источники, назвала эту помощь «бесполезной», отметив, что оказанием медицинской помощи занимается непрофильное министерство (Министерство Обороны, а не Министерство Здравоохранения).

## Проблемы и противоречия в российско-итальянских отношениях

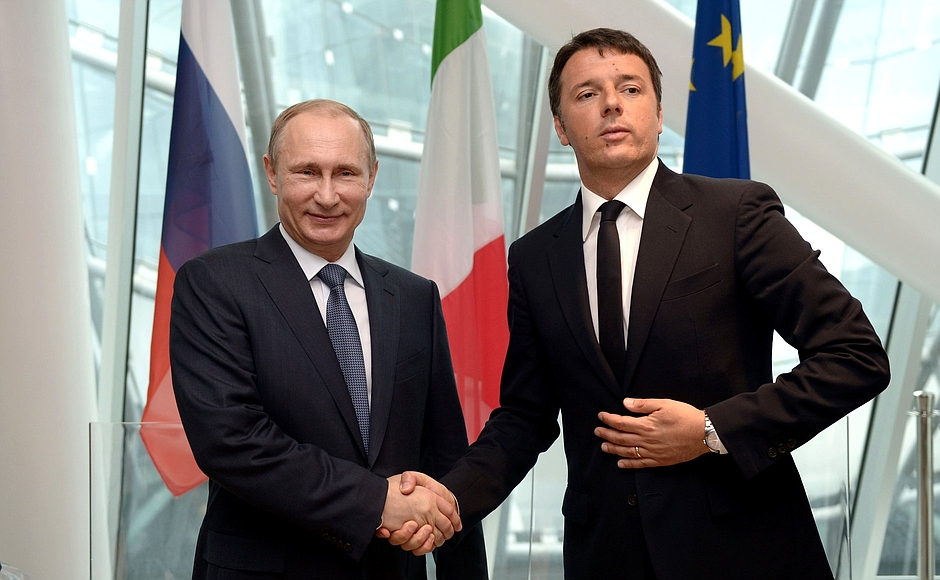
Владимир Путин и Маттео Ренци на открытии Дня России на выставке Экспо-2015. Милан, 10 июня 2015 г.

В 2014 году Италия в связи с событиями на Украине присоединилась к антироссийским санкциям Евросоюза, многократно продлявшимся. К августу 2017 года экспорт Италии потерял из-за санкций и встречных контрмер (продуктового эмбарго) России до 12 млрд евро и 200 тыс. рабочих мест. Как полагает президент Итало-российской торговой палаты Розарио Алессандрелло, контрсанкции России наносят наибольший ущерб Италии, а не европейским компаниям, при этом более всего пострадал итальянский агропродовольственный сектор, традиционно ориентированный на Россию, рынки которой для Италии не могут заменить Северная и Южная Америка, куда пытались перенаправить экспортные потоки.
Урегулирование кризиса вокруг пророссийских регионов на Украине официальный Рим видит через децентрализацию этой страны, по примеру итальянского региона Трентино — Альто-Адидже. Окончательное снятие санкций с России увязывается Евросоюзом с выполнением минских договорённостей, однако ключевой их 11-й пункт о Конституционной реформе полностью зависит от властей Украины. Россия отреагировала на санкции введением встречного эмбарго на поставки продукции из стран, присоединившихся к санкциям, в том числе из Италии. После введения санкций политические контакты между главами государств и правительств России и Италии, между министрами иностранных дел продолжаются. В апреле 2017 года состоялся визит президента Италии Серджо Маттареллы в Москву и его встреча с президентом Путиным, в мае Путин дважды, в Пекине и Сочи встретился с премьером Джентилони. Решено, что разногласия по Украине не должны прервать диалога и повлечь за собой устранение России от обсуждения международных проблем.
Президент Владимир Путин и премьер-министры Италии Маттео Ренци, Паоло Джентилони, Джузеппе Конте, министры иностранных дел обеих стран продолжали обсуждать проблемы, важные для обоих государств. Это российско-итальянское сотрудничество в торгово-экономической сфере, совместная деятельность по реализации энергетических проектов. Среди тем международной повестки — координация усилий по борьбе с международным терроризмом, ситуация в Сирии, Европейский миграционный кризис, борьба с «Исламским государством», события в Ливии (особо чувствительные для Италии) и на Украине, отношения Ирана и Саудовской Аравии. Россия и Италия имеют принципиально различные взгляды на суверенитет Косово, Абхазии и Южной Осетии.
27 мая 2016 года премьер Италии Ренци в числе других лидеров «Семёрки» на саммите в Японии поддержал политику санкций против России, а также введение дополнительных ограничительных мер, если «действия России этого потребуют». Помимо антироссийских санкций негативными моментами в межгосударственных отношениях являются непризнание Италией референдума о статусе Крыма, проистекающего из него факта аннексии Крыма Россией, территории РФ в новых конституционно закреплённых границах. В 2016 году правительство Италии под давлением США возражало против строительства газопровода Северный поток II из России в Германию под предлогом санкций, было встревожено отменой строительства газопровода «Южный поток», по которому российский газ должен был поступать в Италию. Министр экономического развития Италии Карло Календа выражал опасения, что увеличение мощности «Северного потока» не несёт преимуществ Италии и способно осложнить условия поставок российского газа на Апеннины. Российские эксперты, напротив, отмечали, что «Северный поток — 2» не увеличит цены на газ для Италии, поскольку они регулируются долгосрочными контрактами с Газпромом, никакого ущерба не понесёт и инфраструктура газопроводов стран Евросоюза. Подоплёку опасений итальянского правительства аналитик РСМД, научный сотрудник МГИМО МИД России Елена Алексеенкова в октябре 2018 года обнаружила в том, что со строительством «Северного потока — 2» Германия фактически получит статус газового монополиста в Европе, что больно ударит по интересам Италии, которая снова ощутит «ограниченность собственного экономического суверенитета и зависимость от решений Берлина».
В 2014 году российские СМИ широко и сочувственно освещали консультативный референдум по отсоединению от государства Италии области Венето, центром которой является Венеция. Тогда в референдуме приняли участие более 2 миллионов избирателей и более 80 % из них проголосовали за отделение. Региональный парламент этой итальянской области в мае 2016 года признал Крым частью России и потребовал отмены санкций Евросоюза против РФ. Вскоре такие же резолюции приняли парламенты Лигурии и Ломбардии. В октябре 2016 года делегация депутатов и предпринимателей из пяти регионов Италии, включая Венето, посетила Крым, где выступили за отмену санкций и международное признание Крыма частью России.
Латентно конфликтным фактором является наличие на территории Италии нестратегического ядерного арсенала США и НАТО, который в России с учётом глобализации силового потенциала блока и продвижения его на восток воспринимается в качестве угрозы национальной безопасности. Это проблема является наследием холодной войны. На американских базах в Италии развёрнуто тактическое ядерное оружие (90 боезарядов), наличие его учитывается в российском военном планировании. При этом среди самих итальянцев размещение в Италии ядерных боезарядов, нацеленных на Россию, не пользуется популярностью, около половины населения Италии даже не знают о таком опасном соседстве. В США продолжается модернизация ядерных авиабомб, в то время как в Италии и других европейских членах НАТО совершенствуются самолёты-носители этих вооружений. В 2015 году НАТО имело в Европе, включая Италию, около 200 ядерных авиабомб и 310 самолётов-носителей. В России критически воспринимаются планы Италии, США и НАТО по размещению на американских базах на Апеннинах новейших управляемых ядерных авиабомб В61-12, разработанных и испытанных в США, что неминуемо сделает Италию потенциальной мишенью для ответного удара.

## Нелегальные контакты
После Второй мировой войны внешняя разведка КГБ имела в Италии трёх важных агентов и одного в Ватикане. Широко известно имя резидента советских спецслужб в Италии и Южной Европе, Героя Советского Союза, полковника Геворка Вартаняна, с 1971 по 1986 год нелегально работавшего в Риме и Милане под видом успешного торговца персидскими коврами и имевшего обширные связи на высоком уровне в итальянских и натовских политических и военных кругах. С 1949 по 1953 год в Италии и Ватикане работал советский разведчик Иосиф Григулевич (оперативный псевдоним «Макс»). В итальянской резидентуре работали также советские разведчики-нелегалы Ашот Акопян и его жена Кира (1949—1959), Александр Субботин. Через каналы советских спецслужб осуществлялось нелегальное софинансирование ЦК КПСС в пользу Итальянской коммунистической партии. По данным Сильвио Берлускони, ссылающегося на рассекреченные документы КГБ, из всех средств, которые Советский Союз тратил на поддержку европейских коммунистов, 63 % получала Итальянская коммунистическая партия. ИКП прекратила существование в том же 1991 году, когда распался СССР.
В январе 2016 года британская газета The Telegraph сообщила о поручении Конгресса США директору Национальной разведки Джеймсу Клепперу проанализировать возможность тайного финансирования Россией европейских партий в период после 2005 года. Изучению подлежат вопросы, причастны ли российские спецслужбы к тайному финансированию европейских партий и фондов с целью «подрыва политической целостности» Евросоюза, внесения разногласий между членами ЕС по санкциям против РФ, негативного влияния на евроатлантическую солидарность НАТО, блокирования процесса развёртывания противоракетной обороны США в Европе и создания энергетической монополии России. Среди ультраправых партий Европы, попавших под подозрение в тайном сотрудничестве и финансировании из России, находится и итальянская Лига Севера. В декабре 2017 года в Италии было проведено расследование возможного вмешательства России в итальянские выборы, Конституционный референдум и во внутреннюю политику — за счёт хакерских атак и подконтрольных СМИ. Две разведывательные спецслужбы AISI и AISE после тщательного расследования пришли к выводу, что доказательств вмешательства России нет.
Активность российских спецслужб в Италии привлекала внимание итальянских СМИ в связи с попытками сбора и похищения секретной и конфиденциальной информации о политике НАТО и Евросоюза. В мае 2016 года российский разведчик Сергей Поздняков был задержан полицией в Риме при попытке приобретения секретных документов по цене 10 тыс. евро за документ (агент вскоре освобождён благодаря дипломатическому покровительству России).
В июне 2016 года газета «Politico» утверждала, что в Европе под вымышленными именами работают до 15 российских разведчиков-нелегалов, среди которых есть и «итальянцы».